# Maria Tallchief

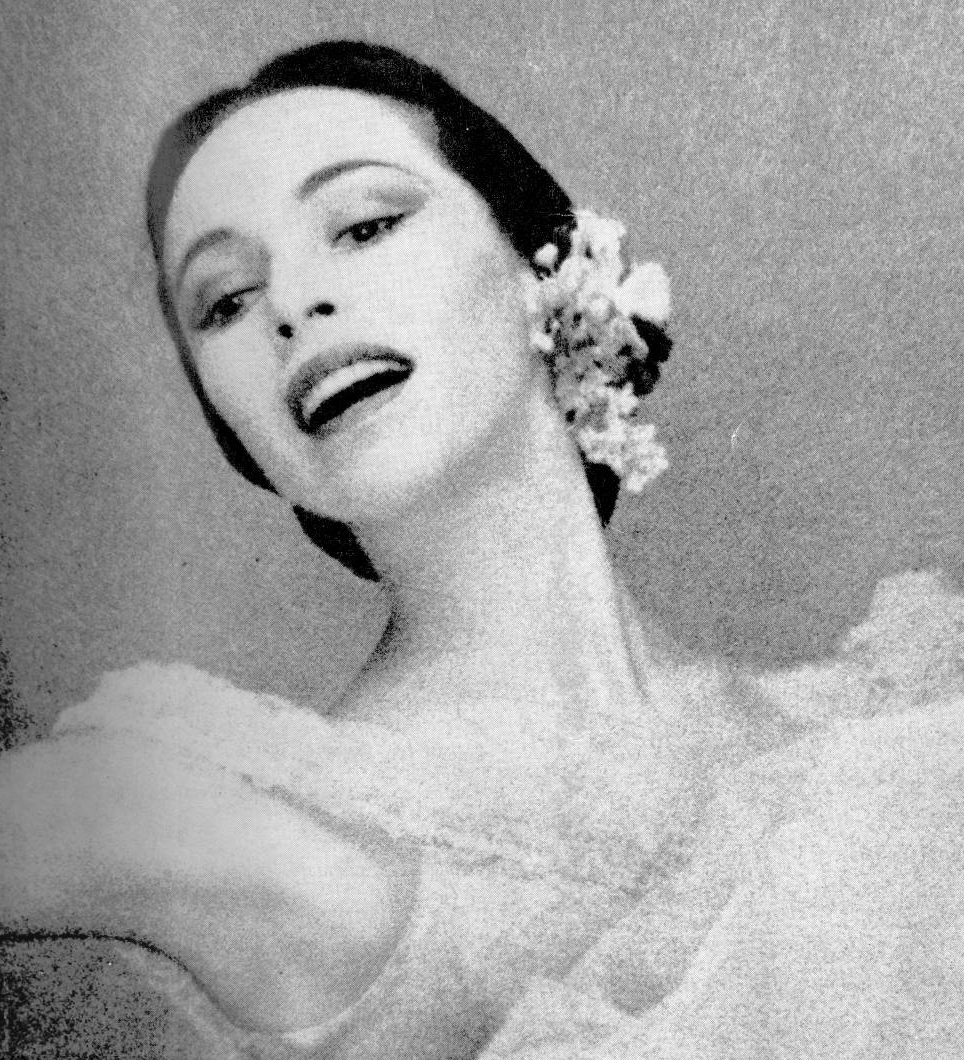
Maria Tallchief auf dem Titel des Dance Magazine 1954.

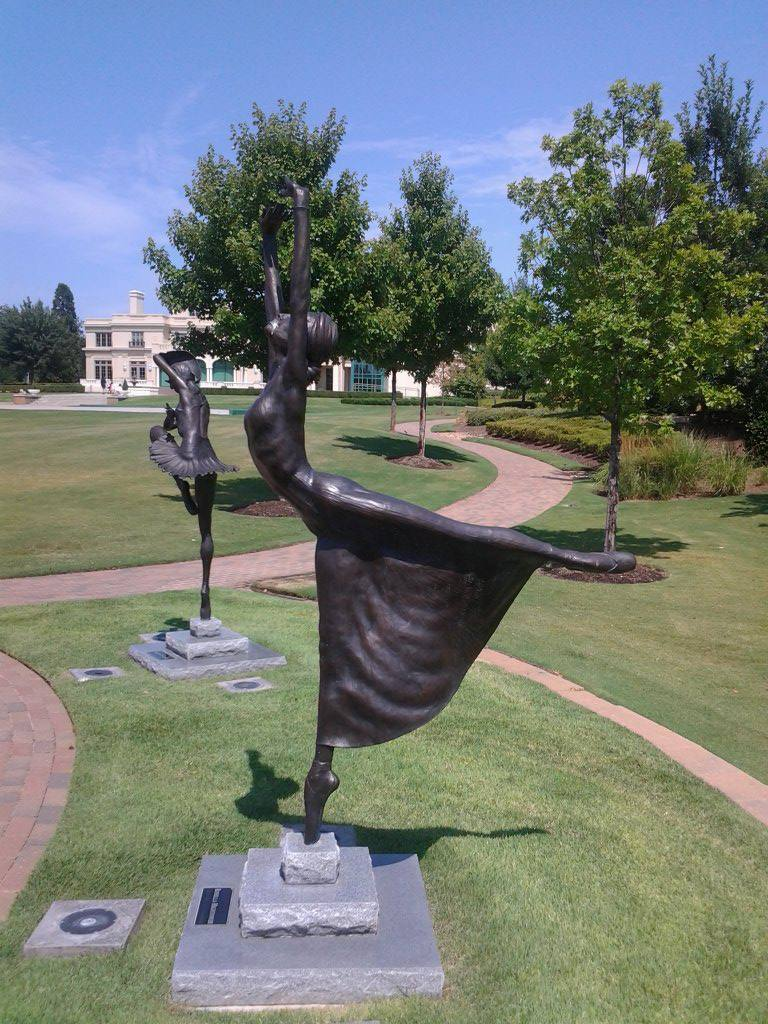
V. l. n. r. Marjorie Tallchief, Rosella Hightower.

Maria Tallchief (* 24. Januar 1925 in Fairfax, Oklahoma, als Elizabeth Marie Tall Chief; † 11. April 2013 in Chicago, Illinois) war die erste US-amerikanische Primaballerina. Von 1942 bis 1947 tanzte sie beim Ballets Russes, aber am bekanntesten ist sie aufgrund ihrer Zeit beim New York City Ballet, wo sie von 1947 bis 1965 engagiert war. Mit Yvonne Chouteau, Moscelyne Larkin, Rosella Hightower und ihrer Schwester Marjorie Tallchief gehörte sie zu den Five Moons, bedeutenden Tänzerinnen indianischer Abstammung aus Oklahoma.

## Leben
Ihr voller Name lautet Elizabeth Marie Tall Chief beziehungsweise Ki He Kah Stah Tsa; ihre Familie nannte sie „Betty Marie“. Sie wurde am 24. Januar 1925 in Fairfax, Oklahoma geboren. Ihr Vater Alexander Joseph Tall Chief (1890–1959) war ein Osage-Häuptling, ihre Mutter Ruth (geb. Porter) irisch-schottischer Abstammung.
Elizabeth Tall Chiefs Urgroßvater Peter Bigheart hatte den Osages mit geschickter Verhandlungsführung große Einnahmen aus der Ölförderung verschafft. Ihr Vater musste niemals Erwerbsarbeit leisten, Maria wuchs in großem Reichtum auf, wenngleich auch der Alkoholismus des Vaters wie viele Streitereien der Eltern ihre Kindheit prägten.
Sie selber schrieb später in ihrer Biografie: „Ich war eine gute Schülerin und passte gut in die Gemeinschaft in der katholischen Sacred-Heart-Schule. Aber in vielerlei Hinsicht war ich auch ein typisches Indianer-Mädchen: schüchtern, introvertiert und ruhig. Ich liebte es, draußen zu sein und verbrachte meine Zeit in unserem Garten, wo es eine Schaukel gab. Ich wanderte auch gerne über das Grundstück unseres Ferienhauses und suchte nach Pfeilspitzen im Gras. Wenn ich eine fand, zitterte ich vor Aufregung. Am meisten wünschte ich mir, draußen auf den Weiden zu sein, herumzulaufen, wo die Pferde waren…“.
Sie mochte Musik, Tanz und Ballett. Aber ihr Wunsch nach einer künstlerischen Karriere war eine Herausforderung für ein Kind von indianischer Herkunft in jenen Tagen. Ihre Familie unterstützte ihr Bestreben und zog 1933 nach Beverly Hills, Kalifornien, wo sie bei Bronislava Nijinska Ballett studierte. Madame Nijinskas Disziplin spornte Tallchief an: „Wenn du schläfst, schlafe wie eine Ballerina. Wenn du auf den Bus wartest, stehe wie eine Ballerina.“ Maria arbeitete weiter hart und war ihren Altersgenossinnen bald technisch überlegen. Ihre Premiere als Tänzerin hatte sie in der Hollywood Bowl.

### New York
Tallchief verließ Los Angeles, als sie 17 Jahre alt war, um an einer Audition in New York City teilzunehmen. Sie erhielt ein Engagement beim Ballets Russes de Monte Carlo, wo sie schnell zur Solistin aufstieg. Auf Anregung von Agnes de Mille nahm sie den Namen Maria Tallchief an.
1947 erhielt sie ein Engagement beim New York City Ballet als Primaballerina, eine Position, die sie bis 1960 hielt. Chef-Choreograph der Kompanie war der aus Georgien stammende George Balanchine, der viele seiner Stücke für Tallchief entwarf. Ihre Aufführung von Balachines Der Feuervogel von 1949 sowie eine frühere Zusammenarbeit in der Pariser Oper machten Tallchief in der ganzen Welt berühmt. Sie entwarf auch die Rolle der Sugarplum Fairy in Balanchines Choreografie des Nussknackers.
Tallchief tanzte mit dem New York City Ballet und anderen Kompanien bis zu ihrem Abschied von der Bühne 1965. Zusammen mit ihrer Schwester Marjorie Tallchief, einer weiteren Primaballerina und langjährigen „Première Danseuse Étoile“ an der Pariser Oper, gründete sie 1981 das Chicago City Ballet, dem sie als Künstlerische Leiterin bis 1987 vorstand. Seit 1990 war sie künstlerische Ratgeberin für das Von Heidecke’s Chicago Festival Ballet.

### Privatleben
Maria heiratete am 16. August 1946 George Balanchine. 1952 wurde die Ehe kinderlos geschieden. Es folgte eine kurze Ehe mit Elmourza Natirboff, einem Flieger. Am 3. Juni 1956 heiratete sie Henry „Buzz“ Paschen, einen Bauunternehmer aus Chicago. Diese Ehe hielt bis zu Paschens Tod 2003. Sie hatten eine Tochter, Elise Paschen (* 1959), die als Dichterin und „Executive Director“ der Poetry Society of America bekannt wurde.

## Ehrungen und Auszeichnungen
- Als Tallchief 1953 vom Gouverneur von Oklahoma sowohl für ihre Verdienste als auch für ihren Stolz auf ihre indianische Herkunft auszeichnete, wurde sie vom Osage Tribe ehrenhalber zur Wa-Xthe-Thomba („Frau der zwei Welten“) ernannt.
- 1996 erhielt sie den Kennedy Center Honors.[3]
- 1999 wurde sie mit der National Medal of Arts vom National Endowment of the Arts in Washington, D.C. ausgezeichnet.
- Am 7. November 2006 präsentierte das Metropolitan Museum of Art in New York eine Tribut-Gala zu Ehren von Maria Tallchief mit dem Titel „A Tribute to Ballet Great Maria Tallchief“.[4]
- Im Garten der Tulsa Historical Society, Tulsa (Oklahoma), wurde eine Statue mit dem Namen The Five Moons aufgestellt, die an Tallchief und vier weitere Tänzerinnen indianischer Abstammung (Yvonne Chouteau, Moscelyne Larkin, Rosella Hightower und Marjorie Tallchief) erinnert.

## Dokumentationen
2007 wurde eine einstündige Dokumentation mit dem Titel Maria Tallchief produziert. Der Film enthält 180 Fotografien aus dem persönlichen Archiv von Tallchief aus der Zeit ihrer Ehe mit Balanchine und aus ihrer Kindheit in Oklahoma. Zusätzlich sind Ausschnitte aus verschiedenen Aufführungen zu sehen, u. a. aus Schwanensee, Pas de Dix, Le Baiser de la Fée, Der Nussknacker, Der Feuervogel und aus dem Schwarzen Schwan.

## Film
Tallchief hatte einen Gastauftritt als Pawlowa in dem Film Die goldene Nixe mit Esther Williams. Sie erschien auch in einer Dokumentation über das Ballets Russes.